# Soechoj Soe-17
De Soechoj Su-17 (Russisch: Су-17) (NAVO-codenaam: Fitter) was een aanvalsvliegtuig ontwikkeld uit de Su-7 jachtbommenwerper door Soechoj. Het nieuwe toestel was succesvol met een lange carrière binnen de Sovjet-Unie/Rusland. Het type werd ook ruim geëxporteerd binnen het Oostblok en luchtmachten in het Midden-Oosten.

## Geschiedenis
De Su-17 begon als poging om de prestaties van de Su-7 jachtbommenwerper te verbeteren. Ook al had de Su-7 een aantal goede eigenschappen, waaronder een robuust frame en uitstekende snelheid op lage hoogte, zijn pijlvleugels zorgden voor een kort bereik en hoge start- en landingssnelheden, en dus een lange startbaan.
Studies door het Sovjet aerodynamicacentrum, TsAGI, stelden de voordelen van een verstelbare vleugel voor. De vleugel kon wijd uitspreiden voor een lagere landingssnelheid, en in een pijlstand staan voor minder weerstand op hoge snelheden. Er werden meerdere configuraties ontwikkeld, en voor de Su-7 (en Tupolev Tu-22 bommenwerper) werd gekozen voor de configuratie waarbij alleen de buitenste delen van de vleugels bewegen, waardoor het binnenste deel vast blijft. Naast het voordeel dat het makkelijker is om de vleugels aan een bestaand rompontwerp te koppelen, kon het landingsgestel aan de vleugels gemonteerd worden, wat een grotere spoorbreedte en meer stabiliteit opleverde en konden er vaste pylonen onder de vleugels gemaakt worden, in plaats van complexe meedraaiende pylonen.
Een aangepaste Su-7 met de nieuwe vleugel werd gebouwd en maakte op 2 augustus 1966 zijn eerste vlucht als Su-7IG (intern S-22I). De vleugel kreeg handbediende posities van 28°, 45° en 63°. De resultaten waren erg goed, met veel betere lagesnelheidbediening en een dubbele potentiële wapenlast.
Westerse waarnemers, die een eerste glimp kregen van het toestel tijdens een fly-by op Moskou's Luchthaven Domodedovo in juli 1967, beschouwden de Su-7IG, met de NAVO-Codenaam Fitter-B, als een experiment zonder vervolg, en waren daarom zeer verrast toen Sovjet eskadrons met het type uitgerust werden in 1972.
Het nieuwe toestel, binnen het OKB bekend als S-32, kreeg de aanduiding Su-17. De eerste echte productieversie was de Su-17M, met sterkere motoren en avionica en een grote buis boven op de romp met extra brandstof. Een opgeschoonde exportversie kreeg de aanduiding Su-20, met mindere uitrusting. Alle drie de vroege versies waren bij de NAVO bekend als de Fitter-C.
Soechoj ontwikkelde een lange lijst van varianten. Sovjet versies kregen de aanduiding Su-17, gelijkwaardige exportversies Su-22. Tussen 1966 en het einde van de productie in 1991 zijn er van alle versies samen ongeveer drieduizend toestellen gebouwd. De Sovjets maakten veel gebruik van de Su-17 in Afghanistan, na de Sovjet Invasie. Er was daar geen luchtweerstand, en de meeste toestellen gingen dan ook verloren door vuur vanaf de grond en Amerikaanse FIM-92 Stinger raketten. De stijfheid van de Su-17 was geliefd bij de piloten, al was zijn accuraatheid in de grondaanvalsrol middelmatig.
De Fitter is ook gebruikt in gevechten door Libië en Irak. Op 19 augustus 1981 schoten US Navy F-14 Tomcats twee Libische Fitters neer in de Golf van Sidra. Irak verloor er meer tijdens de Iran-Irakoorlog van de jaren 80 en zes meer werden er door de USAF vernietigd tijdens de Eerste Golfoorlog.
De Fitter is nogal een apart toestel naar Westerse standaard, met een matige afwerking van de buitenkant. De wendbaarheid is niet heel goed, al zijn de kortebaanprestaties wel veel beter dan van voorganger Su-7B. Hij is groot, lawaaierig en produceert veel rook. In zijn voordeel is dat hij heel robuust en gemakkelijk te vliegen is en de bemanningen vinden hem superieur aan de MiG-27 op beide aspecten. Al is hij geen partij voor de Westerse F-14 Tomcat en F-15 Eagle jagers, moet men wel bedenken dat de Fitter een grondaanvalsvliegtuig is, en niet ontworpen of bedoeld voor luchtgevechten.
De Russische Luchtmacht heeft de meeste van haar Su-17s uit dienst genomen, maar ongeveer 550 stuks doen nog dienst bij andere landen.

## Varianten
- Su-7IG (Fitter-B) - Originele omgebouwde Su-7BMK, gebruikt voor het testen van het concept
- Fitter-C - Dezelfde NAVO-Codenaam werd toegewezen aan de volgende versies:
  - Su-17 - Klein aantal, waarschijnlijk 24, preproductie toestellen gebouwd in 1969, gebaseerd op de langere romp van de tweezits Su-7U trainer, met een bult boven op de romp met extra brandstof, waardoor totaal op 4.550 liter kwam. Behield de Su-7's Ljoelka AL-7F-1 motor.
  - Su-17M - Eerste echte productieversie, begonnen in 1971, met Ljoelka AL-21F-3 motor, twee pitotbuizen, nieuw navigatie/aanvalssysteem, enkele remparachute. Exportversie met aanduiding Su-20.
  - Su-17R - Klein aantal Su-17M's uitgerust voor het vervoeren van verkenningspods. Exportversie Su-20R.
- Su-17M-2D (Fitter-D) - Geïntroduceerd in 1974 met een 38 cm langere neus, zonder afstandsradar voor verbeterd zicht, nieuwe neuskegel met Fon-1400 laserafstandsmeter/gemarkeerde doelvinder (LRMTS). Exportaanduiding Su-17M-2K (Fitter-F), zonder LRMTS, andere motor, Tumanskii R-29BS-300.
- Su-17UM-2D (Fitter-E) - Eerste tweezits trainer versie, gebaseerd op de Su-17M-2D, maar met andere, diepere romp met de ruiten verder naar voren geplaatst, zelfde lengte als de originele Su-17M. Interne brandstofvoorraad verkleind en bakboordkanon verwijderd, maar volledige avionica en bewapening. Exportversie, met de R-29BS-300 motor, kreeg aanduiding Su-17UM-2K.
- Su-17UM-3 (Fitter-G) - Herziene trainer met grotere vierkantere staartvin en verwijderbare buikvin. In tegenstelling tot de meeste late modellen Fitter, behield hij de beweegbare neuskegel, en was daardoor in staat tot een topsnelheid van Mach 1,2 op grote hoogte. Enkele gevechtsavionica verwijderd voor een nieuw systeem dat de instructeur de mogelijkheid gaf tot het simuleren van aanvallen en noodsituaties. Export versies aangeduid met Su-22UM-3K, sommige met de Lyulka motor, andere met de Tuanskii motor.
- Su-17M-3 (Fitter-H) - Nieuw eenzitsmodel, gebaseerd op de romp van de Su-17UM-2D, maar met een enkele cockpit en beide kanonnen. Doppler radar intern verplaatst voor beter zicht. Een lanceerrail toegevoegd voor de K-13 (AA-2 Atoll) of R-60 (AA-8 Aphid) raketten tussen de twee bestaande pylonen onder elke vleugel. Interne brandstofcapaciteit vergroot tot 4.850 liter. Exportversie, grotendeels hetzelfde, maar met de R-29BS-300, kreeg aanduiding Su-22M-3K (Fitter-J).
- Su-17M-4 (Fitter-K) - Laatste productieversie, in productie vanaf ongeveer 1980, met verbeterde avionica, waaronder RSDN navigatie (gelijk aan LORAN), baken navigatie, traagheidsnavigatie, een krachtigere laserafstandsmeter, radiokompas en SPO-15LE radarwaarschuwingssysteem. Extra luchtinlaten in de romp voor koeling van de motor. Exportversie aangeduid met Su-22M-4.
- Su-22M-5 - Opgewaardeerd Russisch-Frans pakket voor bestaande toestellen, met gemoderniseerde cockpit, HOTAS, verbeterde avionica. Verwisselt de laserafstandsmeter voor de 'PhaThom' radar.